# Sabaté-Haus

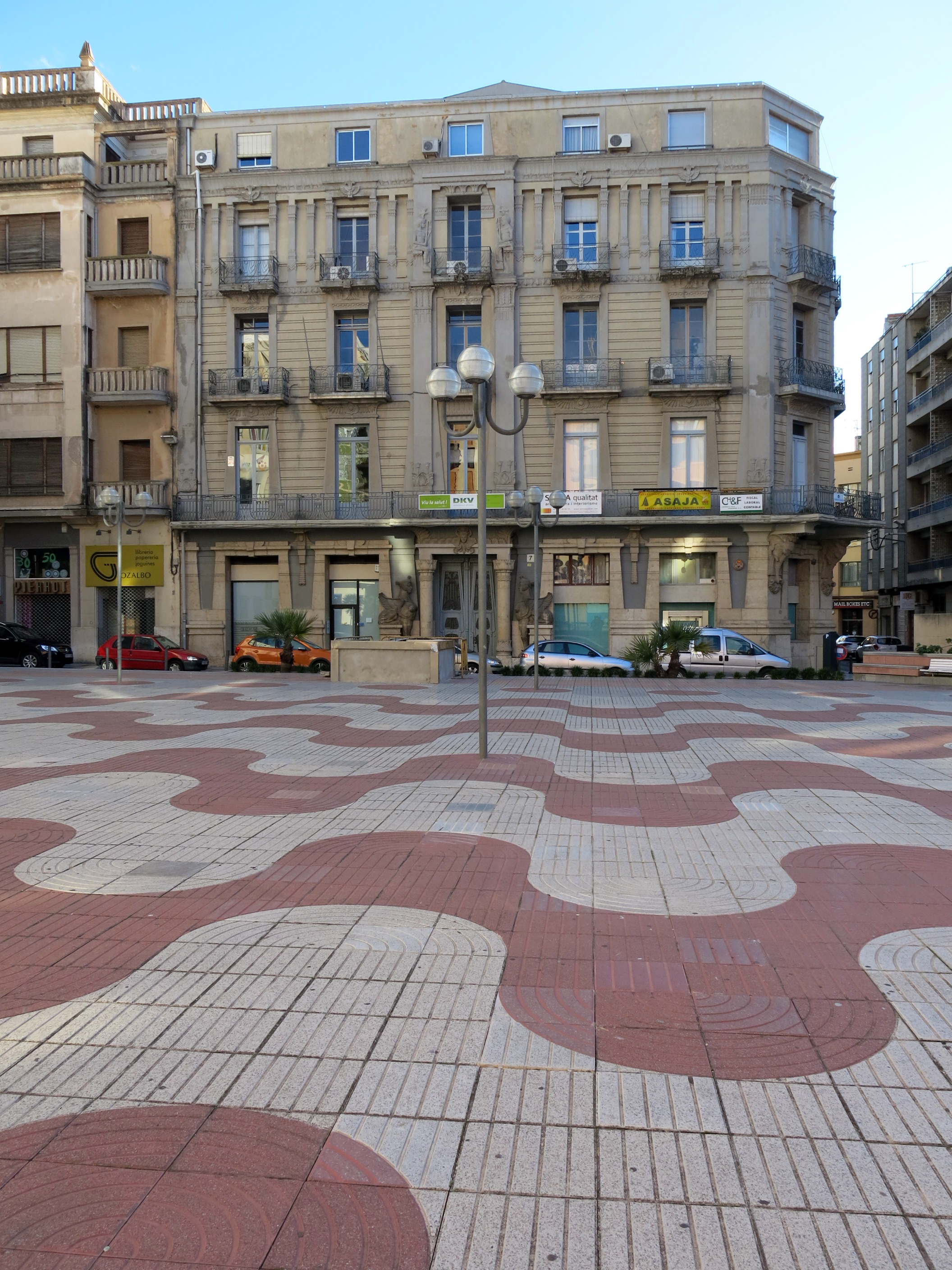
Fassade des Sabaté-Hauses an der Plaza de Alfonso XII

Das Sabaté-Haus bzw. die ehemalige Sabaté-Klinik ist ein Jugendstilgebäude in Tortosa (Baix Ebre) in Katalonien in Spanien. Es befindet sich auf der Südseite der Plaça d'Alfons XII im Eixample auf einem Eckgrundstück und ist als Kulturgut von lokaler Bedeutung geschützt. Benannt ist das Haus nach dem katalanischen Chirurgen Primitiu Sabaté i Barjau (geboren 1888, erschossen 1939 von den Frankisten).
Erbaut wurde das Haus im Zeitraum von 1911 bis 1929 nach Entwürfen von Francesc Escudé Bosch und Josep Maria Vaquer Urquizú.
Die ehemalige Klinik wird heute für Wohnungen genutzt.

## Architektur
Das Gebäude besteht aus Erdgeschoss und vier Stockwerken. Das vierte mezzaninartige Obergeschoss ist ein neuer Anbau und enthält keinerlei Decors. Auf einem rechteckigen Grundstück verfügt es über drei unterschiedliche Fassaden, mit einer üppigen skulpturalen Ornamentik mit Themen und Motiven aus der ägyptischen Kunst.
An der Hauptfassade mit Sicht auf den Platz befindet sich in der Mitte das Eingangsportal, das von zwei zylindrischen Steinsäulen eingerahmt wird. Sie setzten sich in den oberen Stockwerken in einem falschen Pilaster aus flachem Holz fort, der sich über die gesamte ursprüngliche Höhe des Gebäudes erstreckt und mit Lotoskapitellen und skulpturalen Figuren versehen ist. Dies sind zwei Flachreliefs im dritten Stock und im Erdgeschoss zwei in Stein gehauene Sphinxen, die die Tür flankieren. Die beiden Skulpturen sind Werke des Bildhauers Arnau Alemany Pi (1890–1965). Ebenfalls im Erdgeschoss befinden sich in Form von Konsolen der ursprünglichen Tribüne die Skulpturen zweier Elefantenköpfe. Der Sockel, die Hohlräume und die Ecken des Erdgeschosses sind aus Stein. Die Wände sind verputzt und gestrichen.

## Bildergalerie

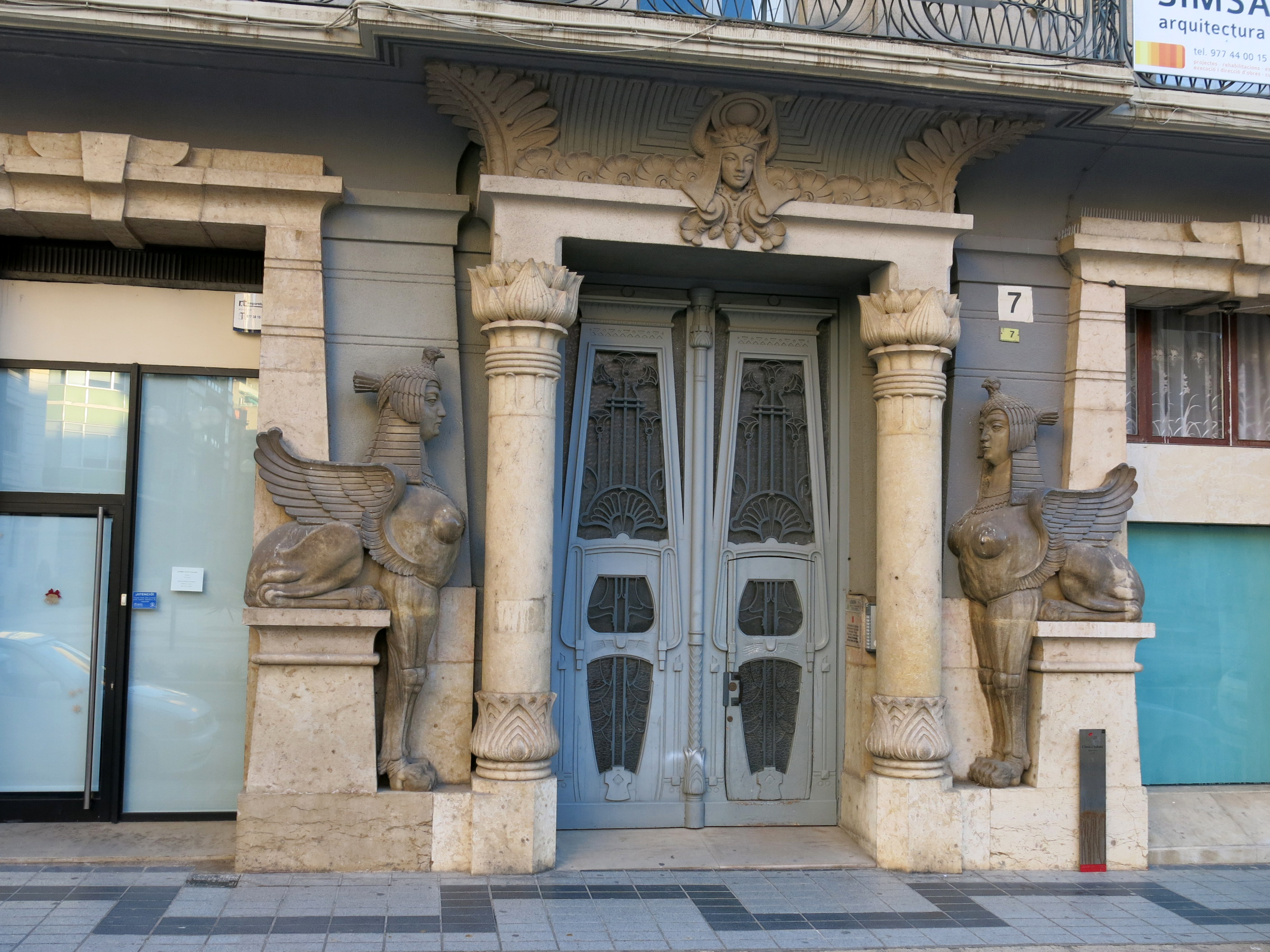
Detail des Portals im ägyptischen Stil mit Sphinxen auf beiden Seiten
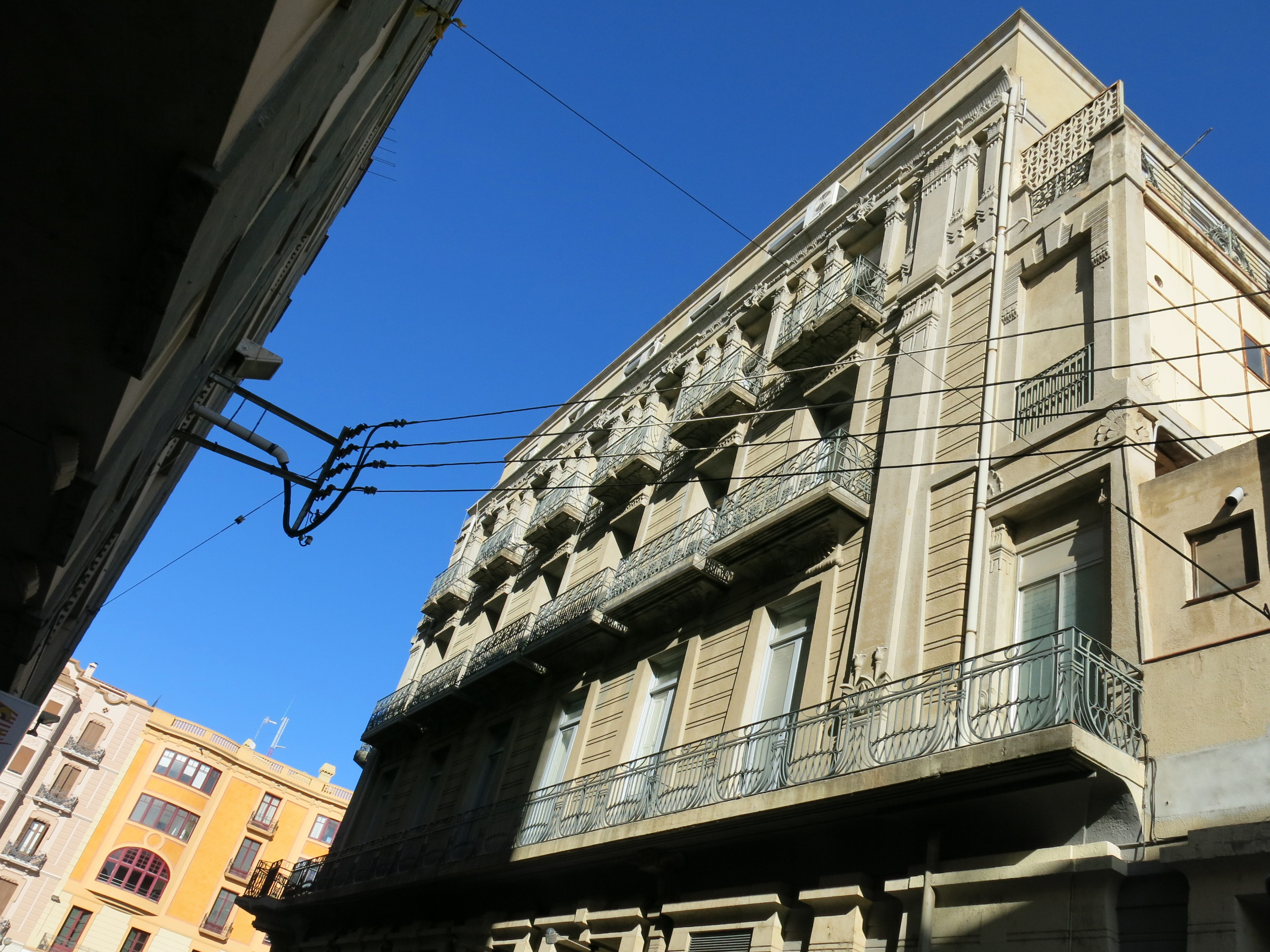
Fassade der Straße der Märtyrer aus dem Jahr 1640
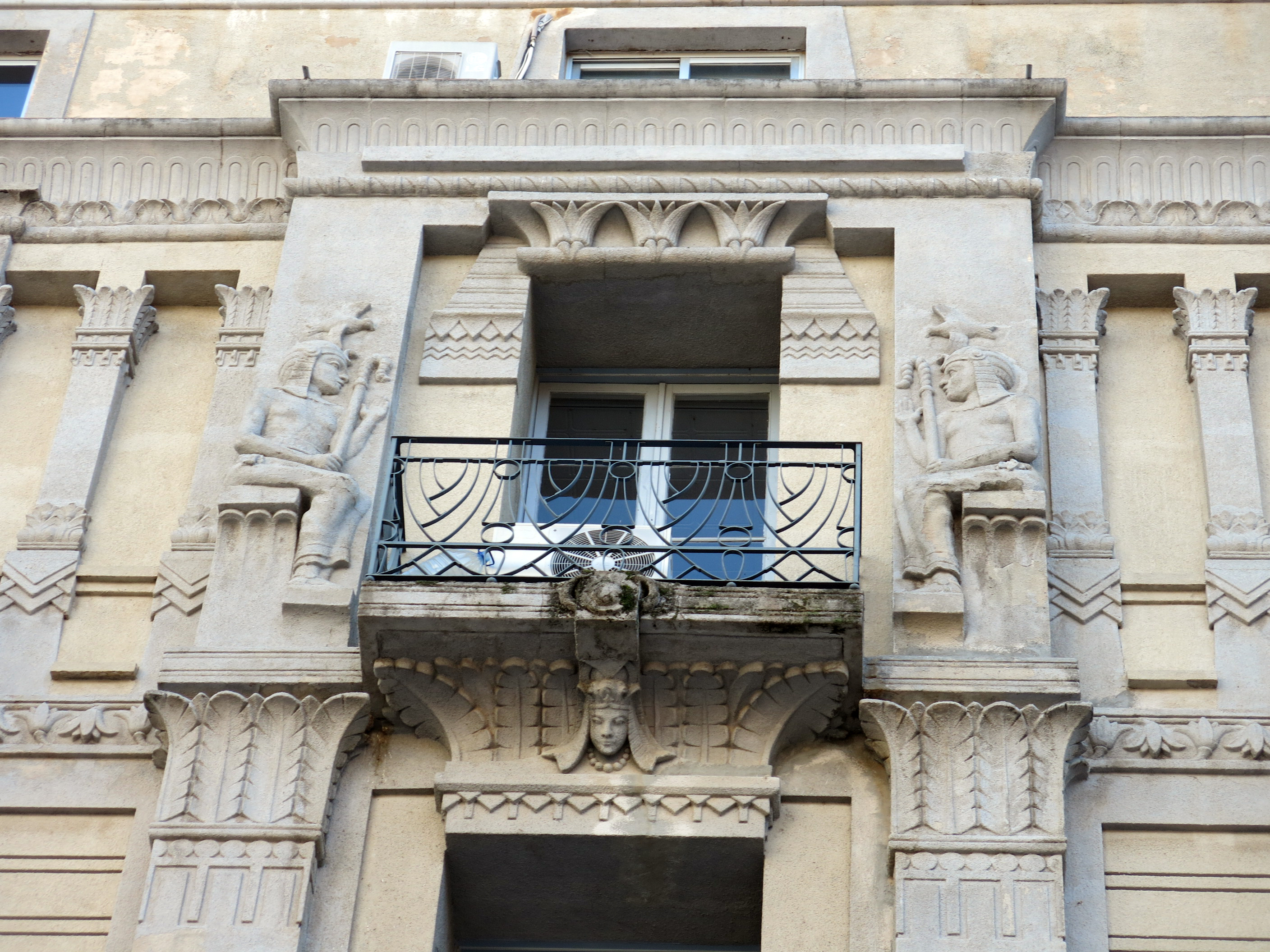
Ägyptische Reliefs an der Fassade
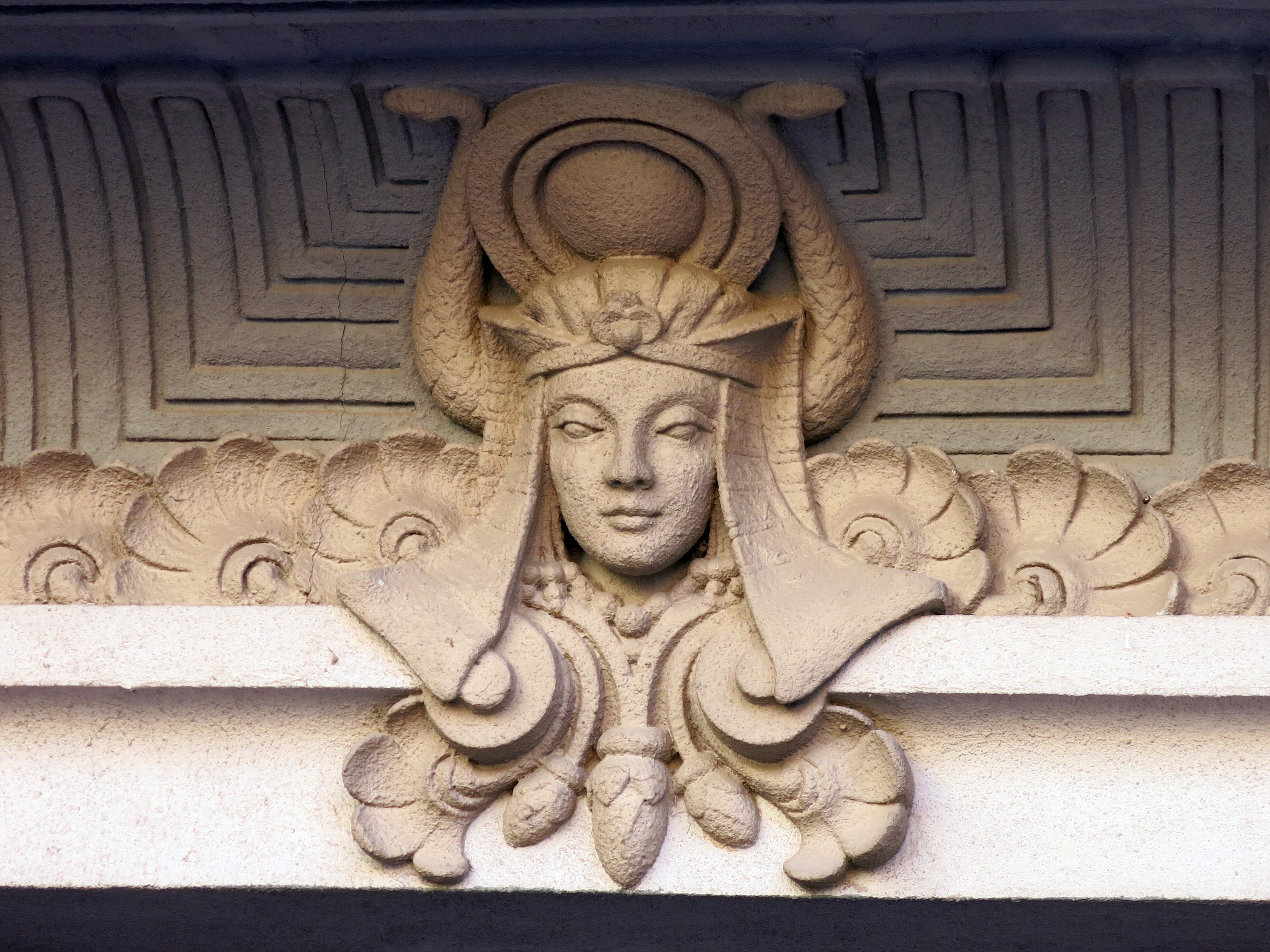
Ägyptisches Relief über dem Portal
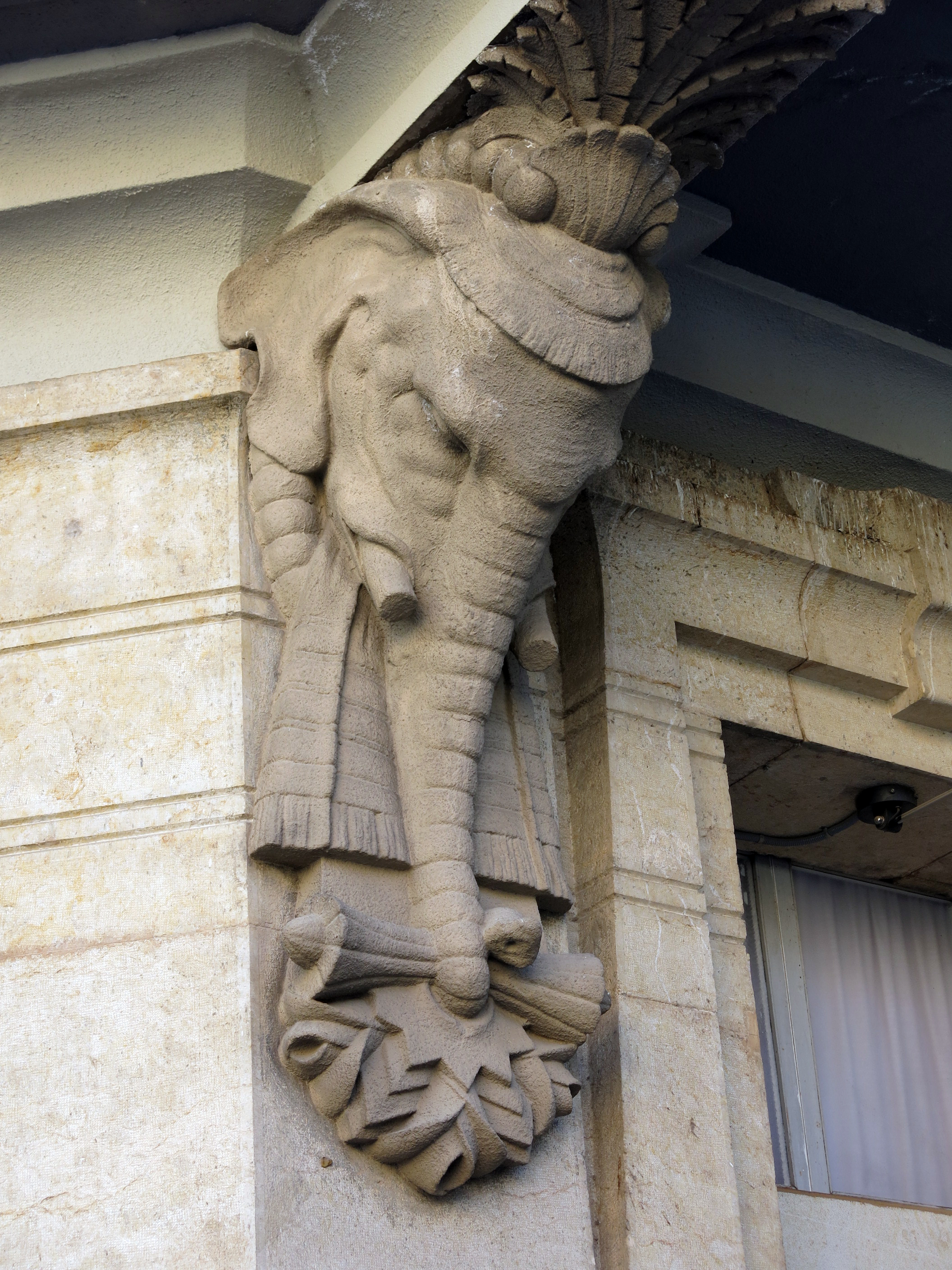
Konsole in Form eines Elefantenkopfes